# Brasiliocroton mamoninha
Brasiliocroton mamoninha ist eine von zwei Arten der Gattung Brasiliocroton aus der Familie der Wolfsmilchgewächse. Sie kommt nur im östlichen Brasilien vor. 

## Beschreibung

### Vegetative Merkmale
Brasiliocroton mamoninha wächst als Baum bis 15 Meter oder mehr hoch. Der Stammdurchmesser beträgt bis 30 Zentimeter oder mehr. Der Stamm ist gefurcht bis geriffelt und die Borke ist relativ glatt.
Die unterseits helleren, länger gestielten Laubblätter sind wechselständig. Sie sind eiförmig oder elliptisch bis verkehrt-eiförmig, ganzrandig und bespitzt bis zugespitzt. Sie werden bis 8–12 Zentimeter lang und 4–6 Zentimeter breit und sie sind beidseits schwach behaart. Die Nervatur ist an der Basis dreizählig und die Mittelader ist vorwärts gefiedert. Es sind kleine und abfallende Nebenblätter vorhanden. Am oberen Blattstiel, bei der Blattbasis, sind zwei Drüsen vorhanden.

### Generative Merkmale
Brasiliocroton mamoninha  ist einhäusig gemischtgeschlechtlich monözisch. Es werden endständige, gestielte und rispige, meist gemischte Blütenstände gebildet. Sie sind bis 20 Zentimeter lang und kurzhaarig, sie enthalten mehrheitlich männliche Blüten und im oberen Bereich wenige weibliche. Die grünlich-weißlichen, kurz gestielten Blüten sind meist fünfzählig mit doppelter oder einfacher Blütenhülle. Die männlichen Blüten besitzen einen außen haarigen und im unteren Bereich verwachsenen Kelch, mit fünf freien Lappen. Die freien und ausladenden, eiförmigen Petalen sind innen und außen haarig. Es sind 20–30 Staubblätter mit basal haarigen Staubfäden und rundlichen Staubbeuteln und fünf extrastaminale, größere Nektardrüsen vorhanden. Die männlichen Blüten sind mit kleinen Deckblättern unterlegt. Die weiblichen Blüten haben einen innen und außen haarigen und etwa zur Hälfte verwachsenen Kelch mit fünf dreieckförmigen Lappen und sind ohne Petalen. Sie haben einen kurzhaarigen, oberständigen und rundlichen Fruchtknoten mit drei, fast sitzenden, zweilästigen Narben, die länglichen Narbenäste sind oberseits rüschig und purpurfarben. Und es sind fünf polsterförmige Nektardrüsen vorhanden. 
Es werden kurzhaarige und kleine, rundliche und drei- bis vierteilige, sowie rost-bräunliche Spaltfrüchte (Schizocarp) gebildet. Sie sind bis 20 Millimeter groß. Das dünne, ledrige und teilige Exokarp ist abfallend und darunter befinden sich die separaten, einfächrigen und holzigen Kapseln (Cocci, Mericarp). Die kleinen, ellipsoiden und braunen Samen haben eine kleine Caruncula und sie sind bis etwa 7–10 Millimeter groß.

## Systematik
Die Erstbeschreibung der Gattung Brasiliocroton und der Art Brasiliocroton mamoninha erfolgte 2005 durch Paul Edward Berry und Inês Cordeiro in Syst. Bot. 30: 357.